# Зуйки
Зуйки́ (лат. Charadrius) — род куликов семейства ржанковых, распространённых на всех материках кроме Антарктиды, Австралии и Африки, а также Арктики. Как правило, это птицы среднего размера либо мелкие птицы плотного телосложения, с относительно коротким и прямым клювом, короткой шеей, длинными заострёнными крыльями, длинным клиновидным хвостом и скорее короткими для куликов ногами. Задний палец отсутствует.
Как правило, окраска верхней части тела покровительственная — сероватая, песочная либо глинисто-бурая, редко с пестринами. Низ белый либо рыжеватый с серым. У большинства видов в оперении имеется рисунок в виде чёрных полос на груди либо полосатого «ошейника». Так, одинокую полоску можно встретить у галстучника, перепончатопалого галстучника, малого и уссурийского зуйков; две или три полоски выражены у крикливого, двухполосого, трёхполосого, буролобого и фолклендского зуйков; частичный ошейник имеется у морского, желтоногого, малайского, яванского, красношапочного и у южноамериканского степного зуйков. Половой диморфизм выражен слабо.
Зуйки питаются в основном насекомыми, червями и другими беспозвоночными. В поисках пищи быстро передвигаются по суше и останавливаются, высматривая добычу — такой способ в целом не характерен для большинства других групп куликов, скорее добывающих корм в грунте, погрузив в него свой клюв.
Своё русское название приобрели благодаря кличке младших членов команд на ладьях, которую использовали архангельские поморы-промышленники. Род включает в себя около 30-и видов, из которых треть гнездится на территории России: это галстучник, малый, уссурийский, крикливый, большеклювый, монгольский, каспийский, восточный, морской зуйки, и хрустан.
Зуёк изображён на гербе и флаге города Орехово-Зуево, а также на гербе и флаге города Зуевка.

## Виды
В состав рода включают 11 видов:
- Charadrius vociferus — Крикливый зуёк
- Charadrius hiaticula — Галстучник
- Charadrius semipalmatus — Перепончатопалый галстучник
- Charadrius melodus — Желтоногий зуёк
- Charadrius cucullatus
- Charadrius forbesi — Буролобый зуёк
- Charadrius tricollaris — Трёхполосый зуёк
- Charadrius melanops
- Charadrius novaeseelandiae
- Charadrius dubius — Малый зуёк
- Charadrius placidus — Уссурийский зуёк